# Estación Yráizoz
Yráizoz es una estación ferroviaria, ubicada en el Partido de General Alvarado, en la Provincia de Buenos Aires, Argentina.

## Servicios
Es una pequeña estación del ramal perteneciente al Ferrocarril General Roca, desde la Estación Comandante Nicanor Otamendi hasta la Estación San Agustín. 